# Branstetter Rocks
Branstetter Rocks är en kulle i Antarktis. Den ligger i Östantarktis. Australien gör anspråk på området. Toppen på Branstetter Rocks är 42 meter över havet.
Terrängen runt Branstetter Rocks är platt åt nordväst, men åt sydost är den kuperad. Trakten är obefolkad. Det finns inga samhällen i närheten.